# Чипков, Павел Герасимович
Павел Герасимович Чипков (28 января 1903, Санкт-Петербург — 7 февраля 1970, Ленинград) — советский военачальник, полковник (1943).

## Биография
Родился 28 января 1903 года в Санкт-Петербурге.
В мае 1919 года был призван в ряды РККА и направлен на службу музыкантом при политическом управлении Восточного фронта.
В марте 1922 года был направлен на учёбу в 18-ю Оренбургскую пехотную школу, однако в октябре того же года был переведён в 1-ю Петроградскую артиллерийскую школу имени Красного Октября, после окончания которой в октябре 1926 года был назначен на должность командира огневого взвода во 2-ю артиллерийскую бригаду Карельского участка Ленинградского военного округа. С октября 1927 – на должностях курсового командира и адъютанта 1-й Ленинградской артиллерийской школы имени Красного Октября, а с ноября 1930 – на должностях командира взвода и временно исполняющего должность адъютанта Ленинградской школы переподготовки командиров запаса Ленинградского военного округа в Детском Селе.
С февраля 1933 года служил во 2-й Ленинградской артиллерийской школе на должностях командира взвода, помощника начальника и начальника строевого отделения школы, а с декабря 1937 – в 101-м артиллерийском полку Резерва Верховного Главнокомандования (РВГК) в Ленинградском военном округе на должностях командира артиллерийской батареи, командира батареи полковой школы, временно исполняющего должность командира полка по материально-техническому обеспечению, командира дивизиона. В мае 1939 года был назначен на должность преподавателя тактики, затем – на должность преподавателя администрации 1-го Ленинградского артиллерийского училища.

### Великая Отечественная война
В начале Великой Отечественной войны – на прежней должности.
В январе 1942 года был назначен на должность командира 673-го артиллерийского полка (219-й стрелковой дивизии Южно-Уральского военного округа, с марта — Воронежского фронта), принимал участие в ходе боевых действий на Дону. В октябре того же года был назначен на должность начальника штаба артиллерии 6-й армии Воронежского фронта.
С 19 по 29 мая 1943 года исполнял должность командира 5-го артиллерийского корпуса прорыва РВГК в составе 33-й армии Западного фронта. В июле был назначен на должность начальника штаба этого же корпуса, принимал участие в Смоленской наступательной операции, освобождении Витебска, Орши, Минска и Борисова, а также в прорыве обороны противника в Восточной Пруссии и ликвидации окруженной группировки юго-западнее Кёнигсберга.
В ходе советско-японской войны 5-й артиллерийский корпус прорыва в составе Забайкальского фронта принимал участие в боевых действиях, преодолев горный хребт Большой Хинган.

### Послевоенная карьера
После окончания войны находился на прежней должности в Порт-Артуре (Приморский военный округ) вплоть до расформирования корпуса в декабре 1946 года. В апреле 1947 года был назначен на должность начальника штаба 27-й пушечно-артиллерийской дивизии (Ленинградский военный округ), в сентябре – на должность начальника учебной части военной кафедры Ленинградского педагогического института, в декабре – на должность руководителя артиллерийской части объединённых курсов усовершенствования офицерского состава Ленинградского военного округа.
В январе 1950 года вышел в отставку. 
Умер 7 февраля 1970 года в Ленинграде.

## Награды
- Орден Ленина;
- Три ордена Красного Знамени;
- Орден Кутузова 2 степени;
- Орден Отечественной войны 1 степени;
- Орден Красной Звезды;
- Медали.